# Sikorzyce (Petite-Pologne)
Pour les articles homonymes, voir Sikorzyce.
Sikorzyce est une localité polonaise de la gmina de Wietrzychowice, située dans le powiat de Tarnów en voïvodie de Petite-Pologne.